# ロスト・ルーインズ
『ロスト・ルーインズ』(Lost Ruins)はALTARI GAMESが開発し、DANGEN Entertainmentより発売された2Dサバイバルアクションアドベンチャーゲーム。
2021年5月13日にGOG.comにてPC（Windows、Linux、Mac OS X）版が発売され、同年5月21日にSteamでも発売開始。2022年6月6日よりPlayStation 4版、Nintendo Switch版、Xbox One版が発売された。
セーラー服の少女が謎の遺跡を冒険する探索型のアクションアドベンチャーゲーム。サイドビューで、キャラクターはドット絵で描かれている。

## ストーリー
主人公は気が付くと不思議な遺跡にいた。どこかもわからないまま遺跡の中を彷徨っているとベアトリスと乗る魔法使いと出会う。ベアトリスによるとこの城には魔王が封印されており、魔王の手下が封印を解くために異世界から人を召喚しているのだという。主人公は記憶を取り戻すために魔王の手下を倒そうとこの謎の遺跡を探索する。

## 登場人物
主人公
本作の主人公。記憶を失っており名前もわからない。セーラー服を着た少女。髪はポニーテールにして赤いリボンをしている。様々な武器や魔法を使いこなす。
ベアトリス
魔法使いの少女。赤い髪で黒いフードを被っている。